# Disperis aphylla
Disperis aphylla är en orkidéart som beskrevs av Friedrich Fritz Wilhelm Ludwig Kraenzlin, De Wild. och Théophile Alexis Durand. Disperis aphylla ingår i släktet Disperis och familjen orkidéer.

## Underarter
Arten delas in i följande underarter:
- D. a. aphylla
- D. a. bifolia